# Медікасинське сільське поселення
Медіка́синське сільське поселення (рос. Медикасинское сельское поселение) — муніципальне утворення у складі Цівільського району Чувашії, Росія. Адміністративний центр — присілок Медікаси.

## Населення
Населення — 577 осіб (2019, 720 у 2010, 913 у 2002).

## Склад
До складу поселення входять такі населені пункти:
| Населений пункт        | Населення, осіб (2002) | Населення, осіб (2010) |
| ---------------------- | ---------------------- | ---------------------- |
| Анчиккаси, присілок    | 80                     | 59                     |
| Борзайкаси, присілок   | 51                     | 47                     |
| Вотлани, присілок      | 87                     | 75                     |
| Другі Тюрари, присілок | 63                     | 48                     |
| Калиновка, присілок    | 86                     | 67                     |
| Медікаси, присілок     | 225                    | 179                    |
| Тюрари, присілок       | 160                    | 136                    |
| Хорнуй, присілок       | 32                     | 21                     |
| Шальчакаси, присілок   | 94                     | 70                     |
| Юськаси, присілок      | 35                     | 18                     |